# Antipathes simplex
Antipathes simplex är en korallart som först beskrevs av Schultze 1896.  Antipathes simplex ingår i släktet Antipathes och familjen Antipathidae. Inga underarter finns listade i Catalogue of Life.